# 10493 Pulliah
10493 Pulliah eller 1986 QH2 är en asteroid i huvudbältet som upptäcktes den 28 augusti 1986 av den belgiske astronomen Henri Debehogne vid La Silla-observatoriet. Den är uppkallad efter Linda Pulliah.
Den har en diameter på ungefär 3 kilometer och den tillhör asteroidgruppen Vesta.